# Догађај (филм)
„Догађај” је југословенски филм први пут приказан 15. јула 1969. године. Режирао га је Ватрослав Мимица који је заједно са Крунославом Квином и Жељком Сенечићем написао и сценарио по приповеци Антона Чехова.

## Радња
Деда и његов унук одлазе на сајам да продају коња. На повратку кући, прати их лугар и његов подмукли компањон Матијевић с намером да их опљачкају. У шикари дође до обрачуна.

## Улоге
| Глумац            | Улога                        |
| ----------------- | ---------------------------- |
| Павле Вуисић      | Деда Јура(као Павле Вујисић) |
| Срђан Мимица      | Марјан, Јурин унук           |
| Борис Дворник     | Шумар                        |
| Фабијан Шоваговић | Матијевић                    |
| Неда Спасојевић   | Шумарева жена                |
| Фахро Коњхоџић    | Скелар                       |
| Марина Немет      | Лугарова кћи                 |
| Зденка Хершак     | Жена с црвеном марамом       |
| Лена Политео      | Жена с белом марамом         |

Остале улоге  ▼
| Глумац          | Улога                                |
| --------------- | ------------------------------------ |
| Едо Перочевић   | Коцкар                               |
| Рикард Брзеска  | Накупац с наочарима                  |
| Мартин Сагнер   | Продавац у дућану                    |
| Стево Вујатовић | Човјек с брковима и шеширом на скели |
| Иво Фици        | Човек с цигаретом на скели           |
| Бара Степанић   | Жена са скеле                        |

## Награде
- На Филмском фестивалу у Пули 1969. године:[4]
- „Сребрна арена“ за режију
- „Златна арена“ за камеру Франу Водопивцу.
- Павле Вуисић је освојио „Октобарску награду“ града Београда и награду „Цара Константина“ у Нишу за улогу дједа Јуре.[3]
- Диплома Фабијану Шоваговићу и Неди Спасојевић за најбољу глуму.[3]